# Miguel Ángel Rodríguez Forero
Miguel Ángel Rodríguez es un deportista colombiano de la especialidad de squash que fue medalla de oro en los Juegos Panamericanos de Río de Janeiro 2007, Guadalajara 2011, Toronto 2015, los Juegos Suramericanos de Medellín 2010 y campeón de Centroamérica y del Caribe en Mayagüez 2010.

## Biografía
Miguel Ángel nació en Bogotá, Colombia, el 20 de diciembre de 1985 y desde los 2 años siguió los pasos de su padre quien lo inició en la práctica del squash en su infancia. Poco a poco se empezó a destacar en los eventos nacionales en los que participaba hasta el punto de alcanzar su primer título internacional en el Canadian Junior Open en la categoría sub-12 en 1997.
A los 19 años, en el 2005, Miguel Ángel se convirtió en jugador profesional de squash como miembro de la Professional Squash Asociation (PSA), redondeando un gran año en el puesto 75 del ranquin mundial. Durante su permanencia en el circuito mundial de squash, Miguel Ángel se ha caracterizado por su juego físico, su velocidad y su potencia para imponer su juego en los partidos, ganándose así el apodo de "Cannonball", o "Bala de cañón" por los simpatizantes de ese deporte. 
Miguel Ángel se convirtió en el jugador latinoamericano con la posición más alta en el ranquin mundial de la PSA en el 2013 al llegar al puesto número 14. En la siguiente temporada alcanzó su escalafón más alto, instalándose dentro de los primeros 5 de la clasificación mundial y siendo protagonista de los torneos internacionales en los que participó.

## Trayectoria
La trayectoria deportiva de Miguel Ángel Rodríguez se identifica por su participación en los siguientes eventos nacionales e internacionales:

### Juegos Suramericanos
Fue reconocido su triunfo de ser el décimo quinto deportista, con el mayor número de medallas de la selección de  Colombia en los juegos de Medellín 2010.

#### Juegos Suramericanos de Medellín 2010
Su desempeño en la novena edición de los juegos, se identificó por ser el trigésimo sexto deportista con el mayor número de medallas entre todos los participantes del evento, con un total de 3 medallas
- , Medalla de oro: Squash Individual Hombres
- , Medalla de oro: Squash Equipo Hombres
- , Medalla de oro: Squash Dobles mixtos

### Juegos Centroamericanos y del Caribe
Fue reconocido su triunfo de ser el deportista de squash con el mayor número de medallas de la selección de  Colombia 
en los juegos de Mayagüez 2010.

#### Juegos Centroamericanos y del Caribe de Mayagüez 2010
Su desempeño en la vigésima primera edición de los juegos, se identificó por ser el deportista de squash con el mayor número de medallas entre todos los participantes del evento, con un total de 4 medallas:

- , Medalla de oro: Individual
- , Medalla de plata: Equipos
- , Medalla de bronce: Mixtos

### Juegos Panamericanos

#### Juegos Panamericanos de Río 2007
Su desempeño en este evento lo llevó a lograr dos medallas:
- , Medalla de oro: Equipo
- , Medalla de bronce: Individual

#### Juegos Panamericanos de Guadalajara 2011
En esta edición de los juegos se destacó por consagrarse campeón en individuales:
- , Medalla de oro: Individual

#### Juegos Panamericanos de Toronto 2015
En esta edición de los juegos se destacó por consagrarse campeón en individuales:
- , Medalla de oro: Individual

#### Juegos Panamericanos de Lima 2019
En esta edición de los juegos se destacó por consagrarse campeón junto con Catalina Peláez en el evento mixto:
- , Medalla de oro: Dobles mixto.